# Abhijñā
 (décembre 2024).
Si vous disposez d'ouvrages ou d'articles de référence ou si vous connaissez des sites web de qualité traitant du thème abordé ici, merci de compléter l'article en donnant les références utiles à sa vérifiabilité et en les liant à la section « Notes et références ».

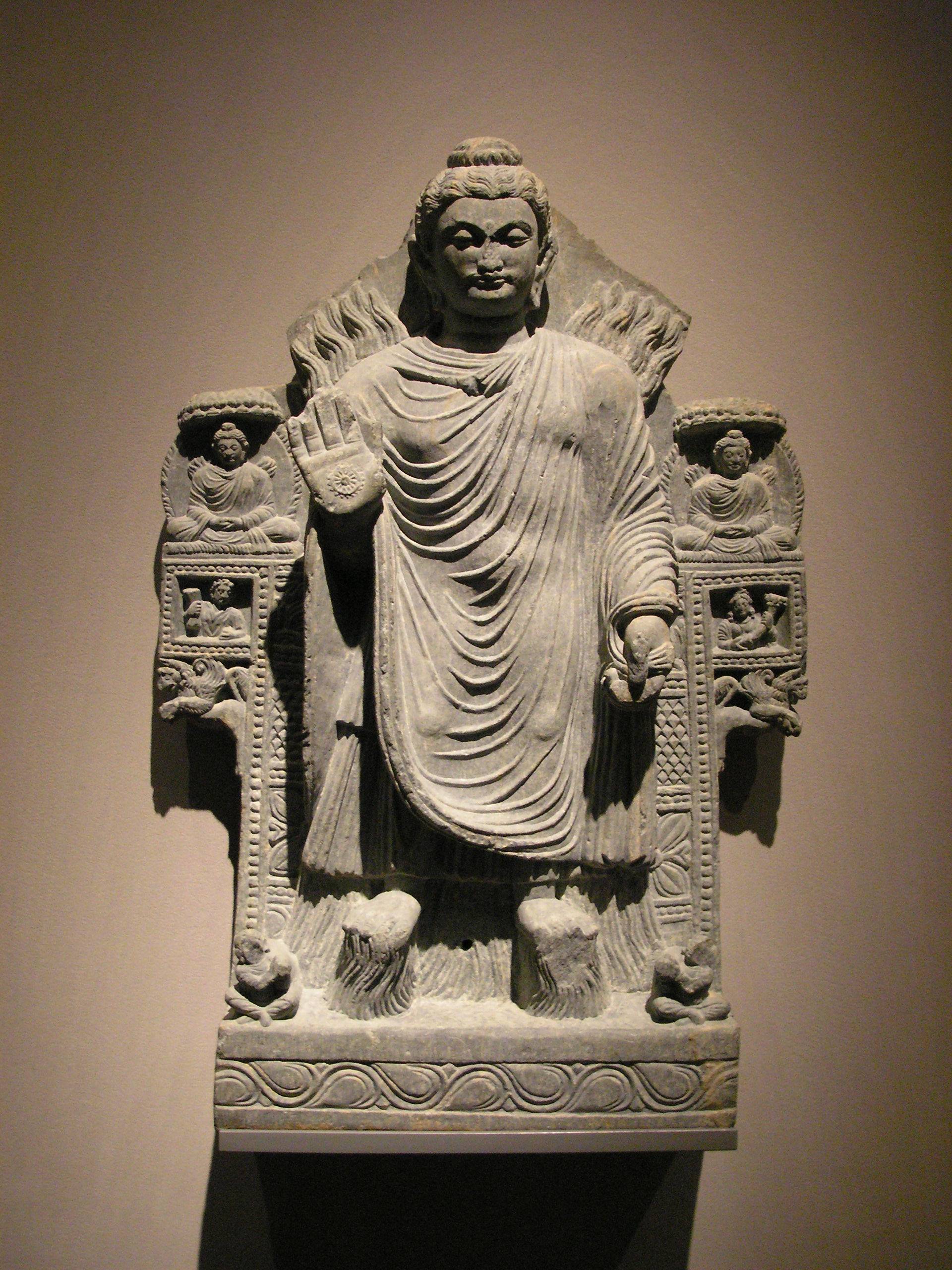
Bouddha Gautama représenté dans le style gréco-bouddhique, démontrant son contrôle sur les éléments feu et eau. IIIe siècle de notre ère, Gandhara (Afghanistan oriental moderne).

Abhijñā (Sanskrit  अभिज्ञा ; prononciation pali : abhiññā ; tibétain standard : མངོན་ཤེས mngon shes ; chinois : 六通/(六)神通) est un terme bouddhiste généralement traduit par « connaissance directe », « connaissance supérieure »   ou « connaissance supranormale ». Dans le bouddhisme, cette connaissance spéciale est obtenue par une vie vertueuse et méditation . La réalisation des quatre jhanas, ou absorptions méditatives, est considérée comme une condition préalable à leur obtention.  En termes de connaissances spécifiquement énumérées, celles-ci incluent les capacités extrasensorielles terrestre (telles que la vision les vies antérieures et divers pouvoirs supranormaux comme la lévitation) ainsi que le supramondain, c'est-à-dire l'extinction de toutes les substances intoxicantes mentales (āsava).

## Littérature Pali
Dans la littérature pali, abhiññā fait référence à la fois à l'appréhension directe du dhamma (traduit ci-dessous par « états » et « qualités ») ainsi qu'à des capacités supranormales spécialisées.

### Connaissance directe dudhamma
Dans le SN 45.159, le Bouddha décrit la « connaissance supérieure » (abhiññā) comme une corrélation à la poursuite du Noble Chemin octuple : 

« [Un] moine qui cultive le Noble Chemin Octuple, qui pratique assidûment le Noble Chemin Octuple, comprend avec une connaissance supérieure les états qui doivent être compris, abandonne avec une connaissance supérieure les états qui doivent être abandonnés, fait l'expérience avec une connaissance supérieure des états qui doivent être expérimentés, et cultive avec une connaissance supérieure les états qui doivent être cultivés. »

« Quels sont, moines, les états à appréhender avec la connaissance supérieure ?
Ce sont les cinq groupes d'attachement. Quels sont ces cinq groupes ? Le groupe du corps, le groupe du sentiment, le groupe de la perception, le groupe de la formation mentale, le groupe de la conscience...
Quels sont, moines, les états à abandonner avec la connaissance supérieure ?
Ce sont l'ignorance et le désir de devenir [plus loin].
Et quels sont, moines, les états à expérimenter avec la connaissance supérieure ?
Ce sont la connaissance et la libération.
Et quels sont, moine, les états à cultiver avec la connaissance supérieure ?
Ce sont le calme et la vision. »

Selon le Bouddha, cette connaissance directe est obscurcie par le désir et la passion (chanda-rāga) : 

« Moines, tout désir-passion à l'égard de l'œil est une défaillance de l'esprit. Tout désir-passion concernant l'oreille... le nez... la langue... le corps... l'intellect est une souillure de l'esprit. Lorsque, en ce qui concerne ces six bases, les souillures de la conscience sont abandonnées, alors l'esprit est enclin à le renoncement. L'esprit favorisé par le renoncement se sent malléable pour la connaissance directe des qualités qui valent la peine d'être réalisées. »

### Enumérations de connaissances particulières
Dans le Canon Pali, les connaissances supérieures sont souvent énumérées en un groupe de six ou de trois types de connaissances.
Les six types de connaissances supérieures (chalabhiññā) sont les suivants :
1. « Pouvoirs supérieurs » (iddhi -vidhā), tel que marcher sur l’eau et à travers les murs ;
2. L'« Oreille divine » (dibba-sota), c’est-à-dire clairaudience ;
3. La « Connaissance pénétrant l’esprit » (ceto-pariya-ñā ṇ a), c’est-à-dire télépathie ;
4. « Se souvenir de ses anciennes demeures » (pubbe -nivās anussati), mémoire causale, c'est-à-dire se remémorer ses propres vies antérieures ;
5. « L'œil divin » (dibba-cakkhu), c'est-à-dire la connaissance des destinations karmiques d'autrui ; et,
6. L'« Extinction des substances intoxicantes mentales » (āsavakkhaya), qui permet d'accéder à l'état d'arahant .

L'atteinte de ces six pouvoirs supérieurs est mentionnée dans un certain nombre de discours, dont le plus célèbre est le « Discours sur les fruits de la vie contemplative » (Samaññaphala Sutta, DN 2). L’atteinte des quatre jhanas est considérée comme une condition préalable à l’obtention des pouvoirs supérieurs.  Le sixième type est le but ultime du bouddhisme, qui est la fin de toute souffrance et la destruction de toute ignorance. Selon le Bouddha, il faut éviter de s'adonner aux abhiññās, car ils peuvent détourner l'attention du but ultime de l'Illumination.
De même, les trois connaissances ou sagesses (tevijja ou tivijja) sont les suivantes :
1. « Se souvenir de ses anciennes demeures » (pubbe-nivāsanussati) ;
2. L'"Œil divin" (dibba-cakkhu) ; et,
3. L'« Extinction des substances intoxicantes mentales » (āsavakkhaya).

Les trois connaissances sont mentionnées dans de nombreux discours, notamment le Maha-Saccaka Sutta (MN 36), dans lequel le Bouddha décrit l'obtention de chacune de ces trois connaissances respectivement lors de la première, de la deuxième et de la troisième veille de la nuit de son illumination. Ces formes de connaissance sont généralement répertoriées comme apparaissant après l’atteinte du quatrième jhana.
Bien que ces pouvoirs soient considérés comme un signe de progrès spirituel, le bouddhisme met en garde contre l'indulgence ou l'exhibition de ces pouvoirs, car ils peuvent détourner l'individu de la véritable voie qui consiste à obtenir la libération de la souffrance.

## Parallèles dans d’autres cultures
Les cinq premiers types d'Abhijna sont similaires aux siddhis du yoga dans l'hindouisme, mentionnés dans le Bhagavata Purana et par Patanjali : 
- Connaître le passé, le présent et le futur ;
- Tolérance à la chaleur, au froid et a d'autres dualités ;
- Connaître l’esprit des autres ;
- Contrôler l’influence du feu, du soleil, de l’eau, du poison, etc.
- Ne pas être conquis par les autres.